# Jirbet et-Tannur

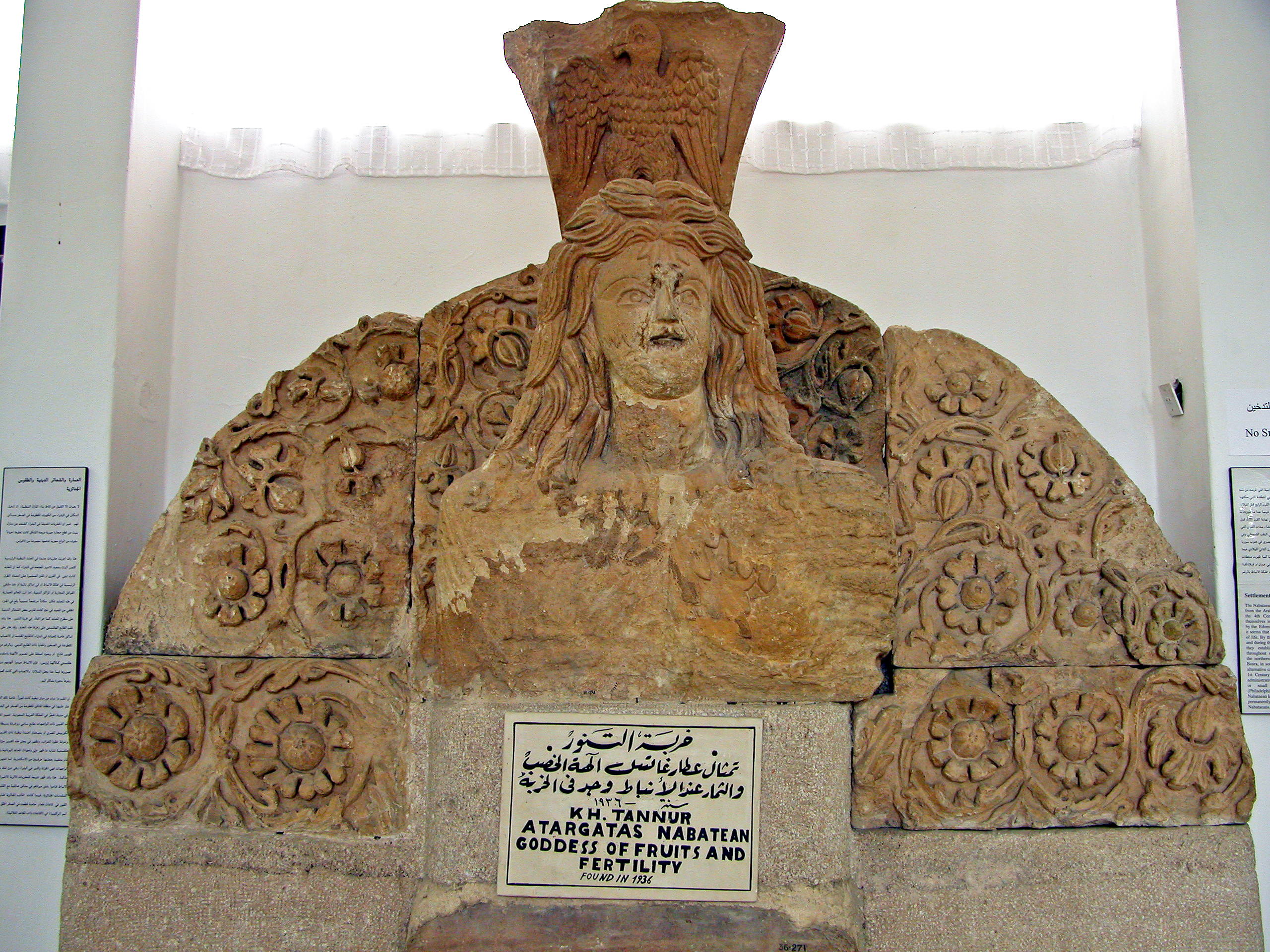
Representación nabatea de Atargatis en Jirbet et-Tannur a la entrada del temenos interior. En su cabeza lleva un águila, símbolo del dios Qos. Museo Arqueológico de Jordania.

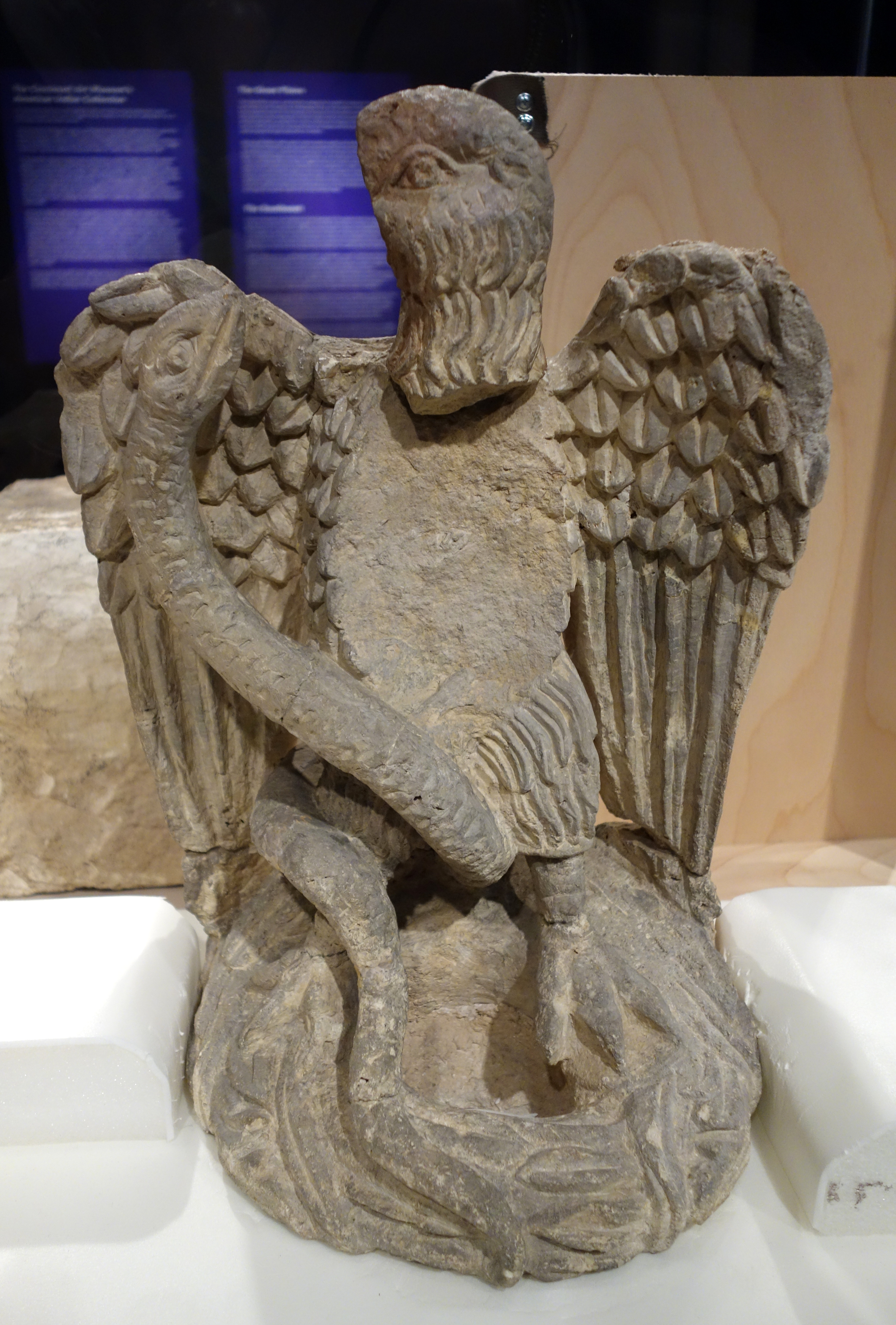
Escultura nabatea de lucha de águila con serpiente. Cincinnati Art Museum.

Jirbet et-Tannur (en árabe خربة التنور) es un antiguo templo de un santuario nabateo situado en lo alto de  la colina de Yebel Tannur en el Uadi Hasa, a unos 70 km al norte de Petra, en la actual Jordania. 
Sobre la base de la iconografía de las estatuas de culto halladas, el templo parece haber estado dedicado a la diosa de la fertilidad Atargatis y a Zeus-Hadad, o quizás a otros dioses propios con esa forma iconográfica, algo que todavía está en estudio.
La única inscripción donde se menciona a una deidad referencia al dios edomita Qos, que era el equivalente del dios árabe Quzah, dios de las montañas, lluvias y tormentas, el dios del cielo.

## Historia
Khirbet et-Tannur fue excavada en 1937 por el arqueólogo norteamericano Nelson Glueck, entonces director de la American Schools of Oriental Research en Jerusalén y el Departamento de Antigüedades de Jordania. No sería hasta 1965 cuando Glueck publicaría el libro Deities and Dolphins como informe final.
Jirbet et Tannur comenzó siendo simplemente un santuario al aire libre nabateo, con un altar en la cima de una colina aislada. En el siglo II a. C. como importante centro de peregrinaje, donde los fieles rendían tributo a sus deidades y celebraban fiestas como el comienzo del año nuevo al comienzo de la primavera, o la cosecha, se expandió el lugar y se construyó un templo religioso similar a los de otras regiones nabateas, y continuó a través de tres fases. 
La primera fase del templo se fecha generalmente alrededor de 8-7  a. C. gracias a una inscripción grabada en un pequeño bloque de piedra. La fase final fue fechada por Glueck observando las esculturas y las características arquitectónicas del templo y las salas asociadas, hacia alrededor del primer cuarto del siglo II. Un estudio sobre los hallazgos de cerámica, huesos de animales y restos de plantas carbonizadas ha puesto de relieve que hubo enlaces sociales creados mediante la práctica de la consumición de comida y bebida en banquetes rituales. En ellos se preparaba y consumía parte de los animales sacrificados junto con pan, tortas, pasteles y vino.